# Edward James Reed

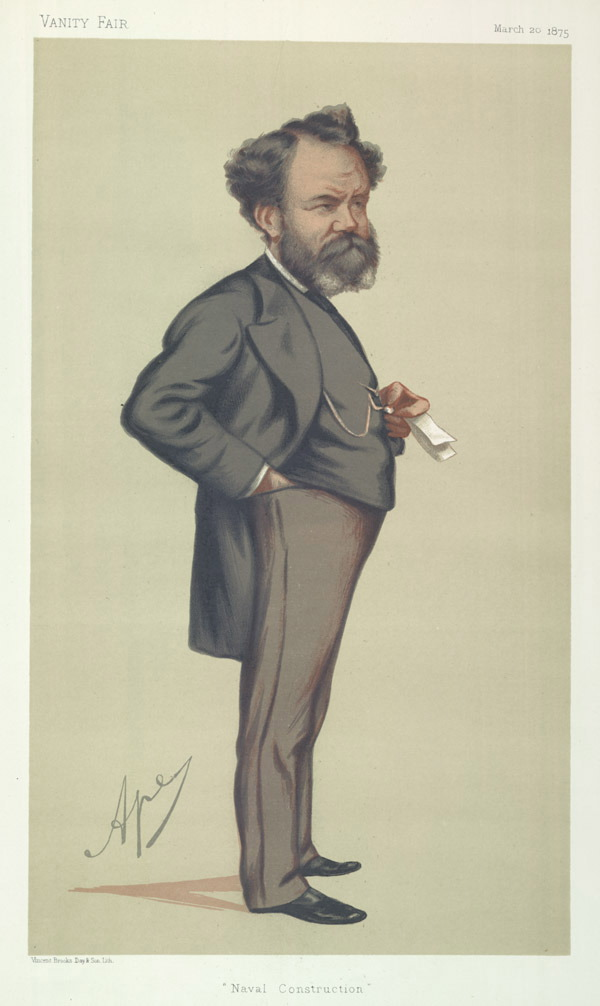
Edward James Reed, karikatyr i Vanity Fair 1875.

Edward James Reed, född den 20 september 1830 i Sheerness, död den 30 november 1906 i London, var en engelsk mariningenjör.

## Biografi
Reed fick sin utbildning vid School of Mathematics and Naval Construction i Portsmouth, anställdes vid skeppsvarvet i Sheerness och övertog redaktörskapet för tidskriften "Mechanic's Magazine" samtidigt som han blev sekreterare i Royal Institution of Naval Architects när detta samfunds grundades 1860. Han utnämndes 1863 till överkonstruktör (chief constructor) vid engelska flottan, som vid denna tid befann sig i en kritisk period av sin utveckling. Som överkonstruktör utvecklade Reed ett stort antal pansarfartyg av såväl kasematt- som tornfartygstyp samt införde byggnadssättet med dubbla bottnar, varigenom fartygens styrka och säkerhet betydligt ökades. Reeds fartyg utmärkte sig i allmänhet för måttlig längd och storlek, god manöverförmåga och jämförelsevis kraftig bestyckning; pansarfartygen hade hel pansargördel. Redan 1870 avgick Reed från nämnda befattning på grund av sina mot amiralitetets stridande åsikter i fråga om låga, tacklade tornfartyg. Reed fortsatte även sedermera sitt yrke som fartygskonstruktör och uppgjorde ritningarna till flera pansarfartyg för Tyskland, Chile och Brasilien. Han konstruerade dessutom en mängd mindre fartyg och en flotta av stora transportångare för ostindiska regeringens räkning. Han invaldes 1874 som liberal kandidat i underhuset för valkretsen Pembroke och 1880 för Cardiff samt tillhörde parlamentet 1874–1895 och 1900–1905. År 1886 var Reed yngre skattkammarlord i Gladstones kabinett. Bland hans utgivna skrifter märks Shipbuilding in iron and steel (1869), Our ironclad ships (1870), Our naval coast defences (1871), The stability of ships (1884) och Modern ships of war (1885).